# Сидни Кросби
Сидни Патрик Кросби е канадски професионален състезател по хокей на лед, капитан на отбора на „Питсбърг Пингуинс“ от НХЛ.
Избран е първи в драфта от Младежката хокей лига на Квебек, където по време на двугодишния си престой в „Римуски Океаник“ печели наградата за най-полезен играч в лигата и успява да изведе отбора си до финал за Купа Мемориал през 2005 г. Определян от мнозина като „Следващият“, той е един от най-ярките таланти, попадали в драфта на НХЛ, поради което драфтът през 2005 г. е често наричан „лотарията за Сидни Кросби“.
През първия си сезон в НХЛ, Кросби завършва на шесто място по точки в лигата, със 102 т. (39 гола и 63 асистенции), и остава втори за трофея „Калдер Мемориал“ (спечелен от Алексанър Овечкин). Още в следващия сезон той оглавява лигата по точки със своите 120 т. (36 гола и 84 асистенции), с което печели трофея „Арт Рос“, превръщайки се в най-младия играч и единствен тийнейджър, спечелил индивидуален трофей за точки, в която и да е от големите северноамерикански спортни лиги (НБА, НХЛ, НФЛ и МЛБ). През същия сезон Кросби печели и трофея „Харт Мемориал“ (най-полезен играч според асоциацията на журналистите), както и наградата „Лестър Б. Пиърсън“ (най-полезен играч според асоциацията на играчите в лигата), с което става седмият играч в историята на НХЛ, който печели и трите награди в един сезон.
Корсби започва сезон 2007 – 08 с капитанската лента на Питсбърг и извежда отбора до финалите за купа „Стенли“, където „Пингвините“ губят от „Детройт Редуингс“ в шест мача. През следващия сезон двата отбора отново се срещат във финалите за купа „Стенли“, където Питсбърг взима реванш за загубата от предишния сезон и побеждава в седем срещи, с което Кросби става най-младият капитан в историята на НХЛ, който печели трофея. През сезон 2009 – 10 Кросби отбелязва рекордните за кариерата си 51 гола и заедно със Стивън Стамкос оглавяват лигата по попадения. Добавяйки 58 асистенции към головете, със 109 точки, Кросби остава втори по резултатност в лигата за сезона. В началото на сезон 2010 – 11 г. Кросби получава сътресение на мозъка в резултат на получени удари в главата в две последователни срещи. Контузията го оставя извън игра за повече от 10 месеца. През декември 2011 г., след като изиграва осем срещи в началото на следващия сезон, отново се появяват симптоми на сътресението и до средата на март 2012 г. той отново пропуска срещите на отбора.
На международната сцена Кросби представя отбора на Канада в редица турнири. След като през 2003 г. взема участие в световното първенство по хокей до 18 г., той е част от отбора в две поредни години и за световното първенство по хокей до 20 г., с който печели сребро през 2004 г. и злато през 2005 г. Става голмайстор на Световното първенство през 2006 г. и е избран за част от идеалния отбор на турнира. Четири години по-късно е избран за капитан на отбора на Канада за олимпийските игри във Ванкувър 2010. Във финала „кленовите листа“ побеждават САЩ, а Кросби отбелязва победния гол в продълженята. На олимпийските игри в Сочи през 2014 г., той отново е капитан на отбора на Канада. „Кленовите листа“ успяват да защитят титлата си, след като побеждават Швеция в спора за златните медали.